# Arno Schulz (Informatiker)
Arno Schulz (* 29. Februar 1924 in Glogau, Schlesien; † 6. Juni 2008 in Sierning, Oberösterreich) war ein deutsch-österreichischer Informatiker. Er war Universitätsprofessor für Informatik an der Johannes Kepler Universität Linz. Er wurde 1994 emeritiert.

## Leben
Nach dem Abitur 1942 wurde er zur Wehrmacht eingezogen. Er diente an der Ostfront als Funker und Nachrichtentechniker. Seine Einheit gelangte bis 60 km vor Moskau. Es folge der Rückzug bis Schleswig-Holstein, wo er in britische Gefangenschaft geriet. Ab 1946 war er in Stuttgart im Trümmeraufbau beschäftigt.
Im Jahr 1947 begann er ein Studium der Nachrichtentechnik an der TH Stuttgart. Er schloss dieses 1952 ab und wurde Universitätsassistent. 1954 promovierte er zum Dr. techn. Im November 1954 begann er eine Karriere bei IBM, die ihn vom IBM-Labor in Böblingen in die USA, nach Japan und schließlich nach Österreich führte. Er war Software-Entwicklungschef des Systems 360 im Bereich System Engineering.
Ab 1964 hielt er Vorlesungen an der TU Berlin über Datenverarbeitung im Lehrplan der Betriebswirtschaftslehre und des Wirtschaftsingenieurwesens auf Initiative von Konrad Mellerowicz. Habilitation im Jahr 1969 mit der im Abschnitt Literatur genannten Arbeit "Strukturanalyse...". Anschließend wurde er an die neu gegründete Hochschule für Sozial und Wirtschaftswissenschaften nach Linz (heute: Johannes Kepler Universität Linz) berufen, wo er seinen Dienst am 1. April 1971 antrat. Er war dabei, gemeinsam mit Adolf Adam, maßgeblich am Aufbau des Informatik-Studiums in Linz beteiligt. Er war lange Zeit Vorstand des Instituts für Informatik. Auch war er um den Ausbau des Rechenzentrums (früher Zentraler Informatik-Dienst, heute InformationsManagement), dessen Leiter er bis zu seiner Emeritierung war.
1973 war er Mitbegründer der Österreichischen Gesellschaft für Informatik (ÖGI). Auch bei der Gründung der Österreichischen Computer Gesellschaft (OCG) waren Schulz und die ÖGI beteiligt. Schulz wurde Vorstandsmitglied der OCG und war bis zu seinem Tode Ehrenmitglied.

## Auszeichnungen
- Silberne Medaille des Landes Oberösterreich